# Soepvlees

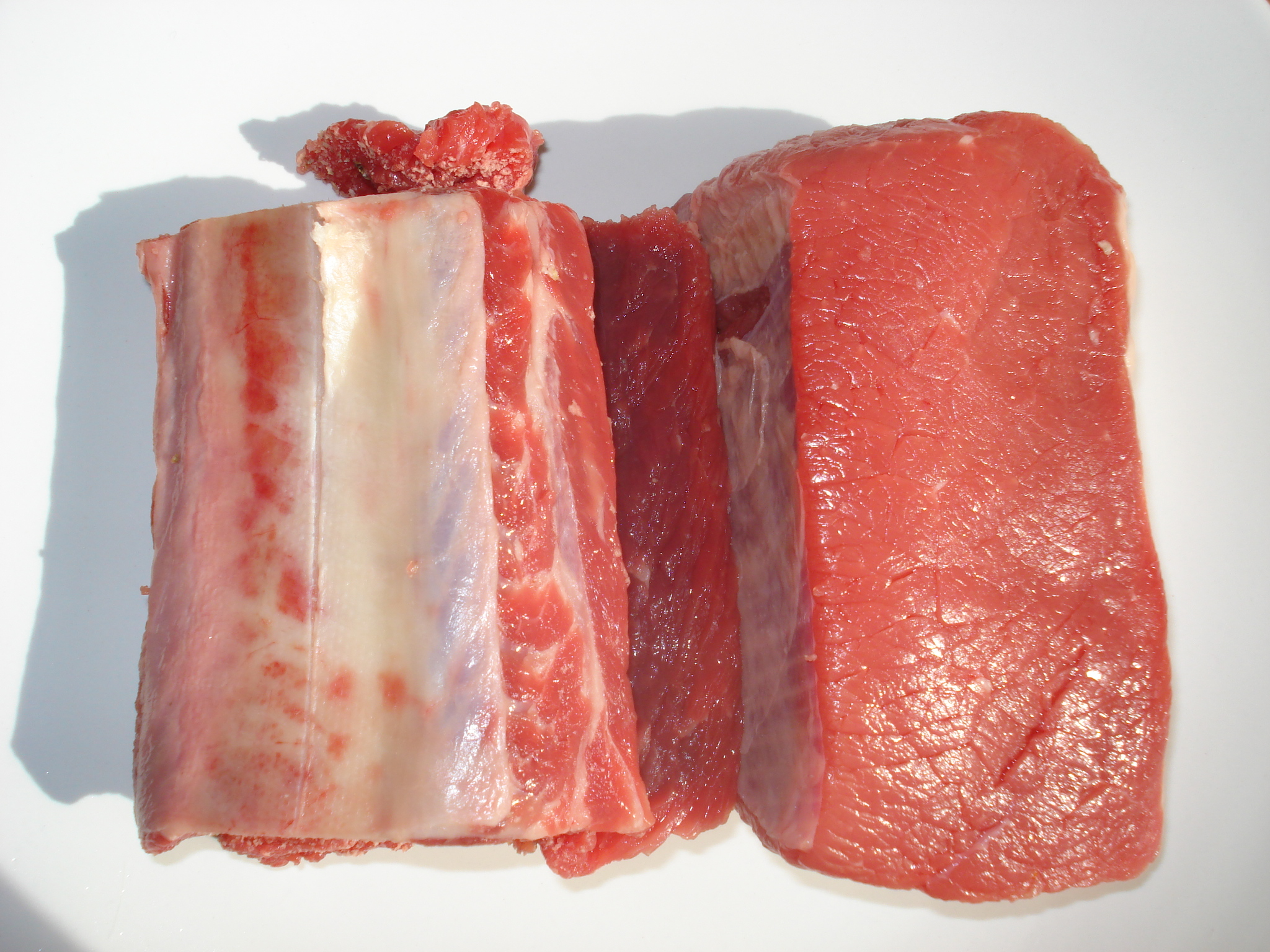
rundersoepvlees

 Soepvlees is een verzamelnaam van  vleessoorten die voor de bereiding van bouillon of soep worden gebruikt.
Het gaat doorgaans om vlees dat niet erg mals is en langere tijd gestoofd of gekookt moet worden. Vaak is het van  runderen afkomstig, maar ook van kip en varken wordt wel soep getrokken. 
Vlees dat traditioneel wordt gebruikt voor soepvlees (van het rund) is bijvoorbeeld schenkel, ossestaart of vlees afkomstig van de nek, dat veel bindweefsel en bot bevat. Door het hoger aandeel bindweefsel, vet en pezen, en soms ook botten, bevat soepvlees een hoog gehalte aan smaakstoffen en gelatine. Ook doorregen vlees van de rib of uit de buik van het rund wordt gebruikt. Dit vlees heet ook wel bouillie(vlees). In de handel verkoopt men soepvlees met en zonder vet of been. Het rundvlees dat voor soepvlees wordt gebruikt wordt ook wel aangewend voor stoofvlees of gehakt.
Van soepvlees, kruiden en groenten wordt bouillon gemaakt, die kan dienen als basis voor soep of andere producten zoals sauzen. Nadat de bouillon gereed is wordt het gegaarde soepvlees wel gebruikt voor andere gerechten dan soep, zoals salades.

## Poelet en soepvlees
De woorden soepvlees en poelet worden  vaak door elkaar gebruikt.  Het woord poelet stamt uit het Frans, en betekende eerst vlees van de kip. Later werd het gebruikt als aanduiding van kleine stukjes vlees, aanvankelijk van het kalf, en weer later als kleine stukjes vlees van rund of andere dieren, te gebruiken als basis voor soepen of ragouts.